# Coupe des nations de rink hockey 1938
Navigation
Coupe des nations 1937 Coupe des nations 1939
La Coupe des nations de rink hockey 1938 est la 17e édition de la compétition. La coupe se déroule en avril 1938 à Montreux.

## Déroulement
La compétition se compose d'un championnat à 6 équipes. Chaque équipes rencontrant les cinq autres une seule fois.

## Résultats
|    | Équipes              | Pts | J | G | N | P | BP | BC | Diff |
| -- | -------------------- | --- | - | - | - | - | -- | -- | ---- |
| 1º | Angleterre Herne Bay | 8   | 5 | 4 | 0 | 1 | 25 | 6  | 19   |
| 2º | Italie Norte         | 8   | 5 | 4 | 0 | 1 | 16 | 7  | 9    |
| 3º | Suisse               | 6   | 5 | 3 | 0 | 2 | 17 | 13 | 4    |
| 4º | Reich allemand       | 5   | 5 | 2 | 1 | 2 | 11 | 14 | -2   |
| 5º | France               | 2   | 5 | 1 | 0 | 4 | 8  | 22 | -14  |
| 6º | Belgique             | 1   | 5 | 0 | 1 | 4 | 7  | 22 | -15  |

|                | Belgique | France | Reich allemand | Suisse |     |     |
| -------------- | -------- | ------ | -------------- | ------ | --- | --- |
| Belgique       |          | 2-4    | 4-4            | 1-3    | 0-2 | 0-9 |
| France         |          |        | 1-4            | 3-6    | 0-4 | 0-6 |
| Reich allemand |          |        |                | 2-1    | 0-4 | 1-4 |
| Suisse         |          |        |                |        | 5-3 | 2-4 |
| Norte          |          |        |                |        |     | 3-2 |
| Herne Bay      |          |        |                |        |     |     |

## Classement final
| Lugar | Seleção        |
| ----- | -------------- |
|       | Herne Bay      |
|       | Norte          |
|       | Suisse         |
| 4     | Reich allemand |
| 5     | France         |
| 6     | Belgique       |

| Vainqueur du tournoi de Montreux 1938 |
| ------------------------------------- |
| Herne Bay 2°                          |